# Jeong Ho-jin
Jeong Ho-jin (정호진?; 6 agosto 1999) è un calciatore sudcoreano, centrocampista del Bucheon FC 1995.

## Carriera

### Club
Con la maglia del Jeonnam Dragons ha preso parte a 4 partite in AFC Champions League 2022.

### Nazionale
Con la nazionale Under-20 sudcoreana ha preso parte al campionato mondiale di calcio Under-20 2019.